# Hochjochbiwak

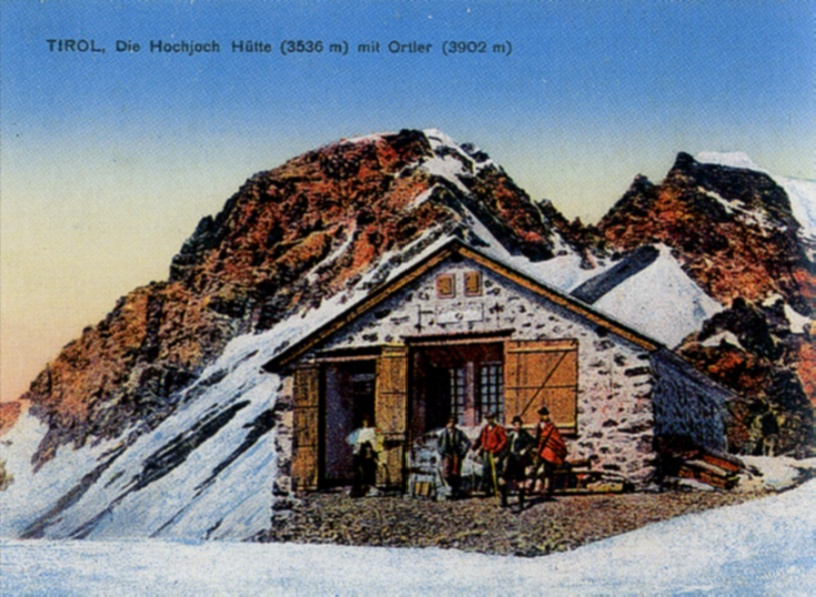
Bergsteiger vor der alten Hochjochhütte, dahinter der Hochjochgrat des Ortlers

Das Hochjochbiwak (italienisch Bivacco città di Cantù), vormals auch Hochjochhütte oder Berliner Hütte am Hochjoch, ist eine auf 3535 m s.l.m. (nach anderen Quellen 3536 m) gelegene Biwakschachtel im Süden des Ortlers in Südtirol/Italien. Der Vorläufer des heutigen Biwaks war zur Zeit seiner Erbauung 1901 die höchstgelegene Schutzhütte der Ostalpen.

## Lage und Wege
Das Hochjochbiwak liegt am Hochjoch, einem hochalpinen Gratübergang zwischen Ortler (3905 m) im Norden und dem Monte Zebrù (3735 m) im Süden. Westlich des Grates erstreckt sich der Zebrùferner (Vedretta di Zebrù) oberhalb des bereits zur Lombardei gehörigen Val Zebrù, im Osten fallen steile Wände zum Suldenferner oberhalb des Suldentals ab. Das Biwak befindet sich im Nationalpark Stilfserjoch.
Sämtliche Zugänge zur Biwakschachtel sind ernsthafte Hochtouren. Von der Alpini-Hütte (2878 m) durch das Val Zebrù kann sie in etwa vier Stunden erreicht werden. Der Zustieg von der Hintergrathütte (Rifugio Alto del Coston, 2661 m) im Suldental dauert ebenso lang, ist jedoch deutlich schwieriger, hier müssen Steigungen von etwa 55° in Eis und Firn überwunden werden. Der direkte Aufstieg von der Suldner Seite über den Suldenferner ist darüber hinaus stark ausgeapert und weist – zumindest im Sommer – oft schwierige Verhältnisse auf. Ein weiterer Weg führt von der Berglhütte (Rifugio Borletti, 2188 m) im Trafoital über den Unteren Ortlerferner und den Ortlerpass (3353 m) in fünf bis sieben Stunden zur Hütte.
Das Hochjochbiwak ist ein wichtiger Stützpunkt für die Besteigung des Ortlers über den Hochjochgrat sowie für den Normalweg auf den Monte Zebrù.

## Geschichte
Die Idee zur Errichtung einer ersten Hütte am Hochjoch geht auf das Jahr 1894 zurück, als sich die Sektion Berlin des DuOeAV mit Möglichkeiten der Verbesserung der alpinen Infrastruktur in der Ortlergruppe befasste. Am 13. Oktober 1898 wurde der Bau beschlossen und kurz danach das Gelände gepachtet. Die Finanzierung über freiwillige Spenden funktionierte gut, da das Projekt als äußerst prestigeträchtig galt. Beim Bau stieß man jedoch auf Schwierigkeiten, insbesondere durch die schlechten Transportmöglichkeiten. Sämtliches Baumaterial musste über italienisches Territorium durch das Zebrùtal von Hand 2200 Höhenmeter emportransportiert werden. Die mit 17.000 Mark veranschlagten Baukosten wurden daher mit 31.000 Mark weit überschritten. Am 28. August 1901 wurde die Hütte schließlich eingeweiht. Der zu dieser Zeit höchstgelegene Bau der Ostalpen war auf einem kleinen Felsplateau inmitten des Gletschereises errichtet und 10,3 × 8,4 Meter groß. Die mit Asphaltpappe isolierten Wände waren 1,15 Meter dick und bestanden großteils aus vor Ort aus dem Fels gesprengten Steinen. Die Hütte war nicht bewirtschaftet, es gab allerdings ein Proviantdepot, das regelmäßig ergänzt wurde. Die Schlafräume waren für acht Führer und acht Touristen konzipiert. Die Hütte wurde bald beliebt, im Sommer 1902 wurde sie bereits von 76 Personen besucht.
Bei Ausbruch des Gebirgskriegs im Jahr 1915 wurde die Hochjochhütte nicht wie andere Hütten vom österreichischen Militär besetzt. Am 7. Juli 1915 begann die italienische Artillerie dennoch die Hütte zu beschießen und zerstörte sie in der Folge. Das Hochjoch und große Teile des Hochjochgrats blieben während des gesamten restlichen Krieges von Italien besetzt, während der Ortlergipfel in österreichischer Hand war.
Nach dem Krieg wurde die zerstörte Hütte Eigentum des Club Alpino Italiano (CAI), der sie jedoch nicht wieder aufbaute. Erst von 1971 bis 1972 errichtete die Sektion Cantù des CAI auf den Grundmauern der zerstörten Hütte eine moderne Biwakschachtel aus Metall und benannte die neue Hütte nach ihrer Stadt.
2015 wurde die Biwakschachtel komplett neu errichtet und in den folgenden Jahren die Inneneinrichtung vervollständigt. Die Stahl-Zinkkonstruktion ist innen mit Holz ausgeschalt und verfügt nun über 10 Schlafplätze sowie über Solarzellen für die Stromversorgung.

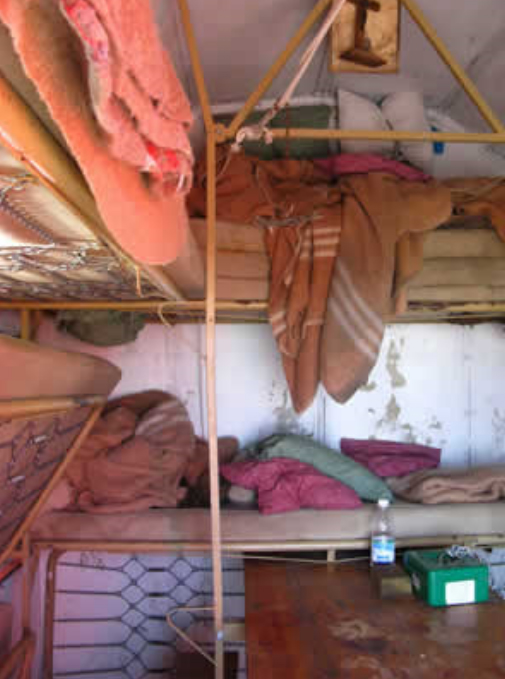
Das alte Hochjochbiwak von innen
Plan der alten Hochjochhütte
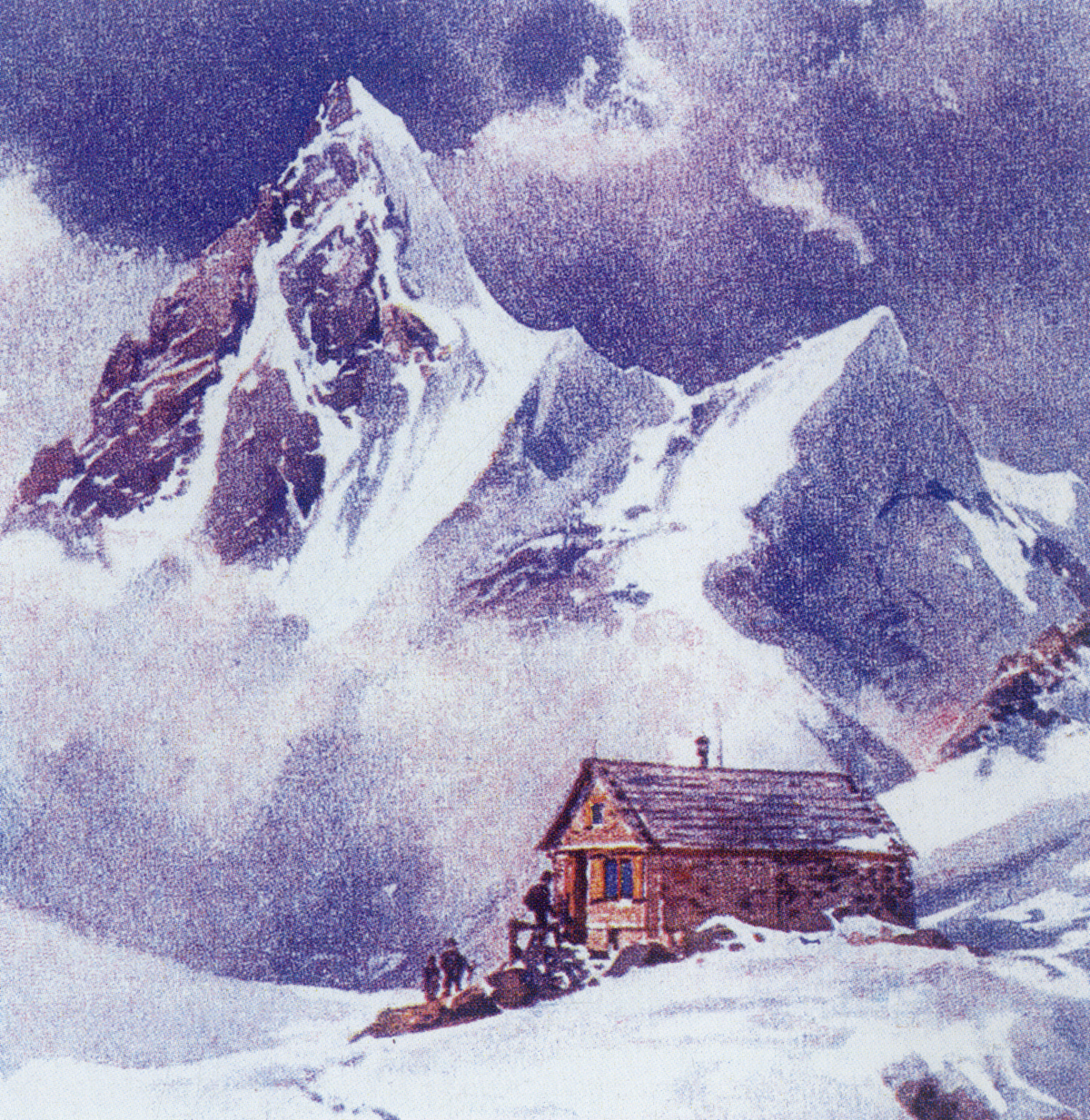
Die Hochjochhütte mit der Thurwieserspitze und dem Großen Eiskogel (rechts), von Edward Theodore Compton